# اویر اولازابال
اویر اولازابال پاردس (به اسپانیایی: Oier Olazábal Paredes) که به نام اویر شناخته می‌شود بازیکن فوتبال اسپانیایی است که در پست دروازه‌بان برای رئال سوسیداد بازی می‌کند وی در نقل و انتقالات تابستان ۲۰۱۴،۱۵ با کلودیو براوو تعویض شد.